# Jenna Coleman
Pour les articles homonymes, voir Coleman.
Jenna Coleman, née Jenna-Louise Coleman, le 27 avril 1986 à Blackpool, en Angleterre, est une actrice britannique.
Elle est principalement connue pour sa participation à la série de science-fiction Doctor Who de 2012 à 2015 et 2017, où elle interprète Clara Oswald.
Elle est également connue pour avoir joué dans le soap opera britannique Emmerdale.
Elle utilisait son prénom complet, Jenna-Louise, jusqu'en juin 2013, avant de l'abréger en Jenna.

## Biographie

### Enfance et débuts
Jenna Coleman est née à Blackpool dans le Lancashire. Elle étudie à la Arnold School de Blackpool et obtient les notes maximales aux A-levels.
Elle connaît sa première expérience théâtrale à onze ans, quand elle apparaît en demoiselle d’honneur dans une comédie musicale avec Darren Day (en) ; elle reçoit alors un chèque-cadeau en guise de cachet pour ce premier rôle.
Elle devient présidente des élèves de la Arnold School de Blackpool.
Durant cette période, elle fait partie de la troupe de théâtre In Yer Space.
En 2005, alors qu'elle auditionne pour une école de théâtre, elle est remarquée par des producteurs qui lui offrent son premier rôle à la télévision, celui de Jasmine Thomas dans Emmerdale.
En 2009, après avoir quitté Emmerdale, Jenna Coleman découvre que son passage dans le soap l’a classée dans l’esprit des directeurs de casting comme une actrice de soap. Après avoir emménagé à Londres cette année-là, elle commence un « Open University degree » (diplôme obtenu par enseignement à distance) d’anglais. Un peu plus tard en 2009, elle décide de louer une chambre à West Hollywood, pour tenter sa chance à Los Angeles pendant la saison des castings pour les pilotes de séries télévisées.

### Carrière

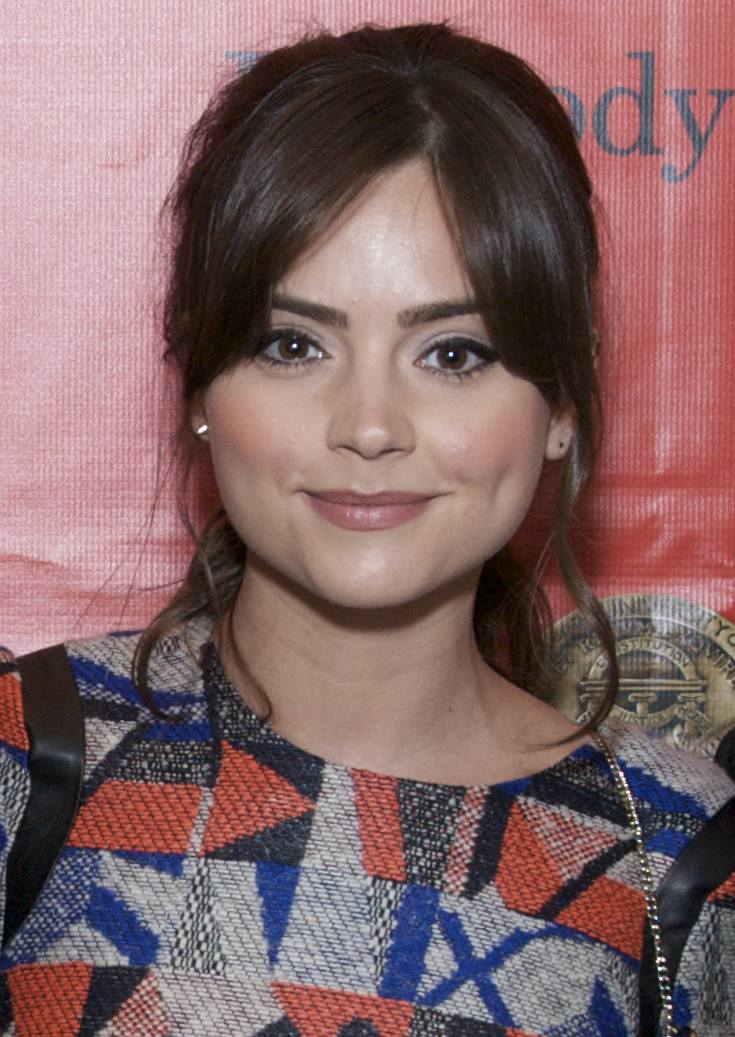
Jenna Coleman au 72e Peabody Awards, en mai 2013.

En auditionnant pour des cours de théâtre, Jenna Coleman obtient le rôle de Jasmine Thomas dans Emmerdale en 2005.
En 2007, Jenna Coleman est nommée pour deux prix. Dans les The British Soap Awards elle est nommée comme « Meilleure débutante » et dans les National Television Awards comme « Débutante la plus populaire ».
Dans les British Soap Awards de 2009, elle est nommée dans les catégories de « Meilleure actrice », « Femme la plus sexy » et « Meilleure performance dramatique » avec la nomination de « meilleure actrice » de TV Choice.
En mai 2009, il est annoncé que Jenna Coleman rejoint la série de la BBC sur la vie au lycée Waterloo Road, dans le rôle de la nouvelle "rebelle", Lindsay James. Comme elle avait 23 ans au moment du tournage, Coleman trouve l'expérience de jouer à nouveau une lycéenne "surréaliste". Entre le 5 décembre 2009 et le 17 janvier 2010, elle joue le rôle de la princesse dans la production de la pantomime du Nottingham Theatre Royal Jack et le Haricot Magique.
En décembre 2010, il est annoncé que Jenna Coleman apparaîtra dans une nouvelle adaptation télévisée par BBC Four du roman de John Braine, Room at the Top dans le rôle de Susan Brown,aux côtés de Theo James.
En 2011, elle fait ses débuts sur grand écran dans Captain America: First Avenger et obtient le rôle de Annie Desmond dans la mini-série en quatre parties de Julian Fellowes Titanic. Jenna Coleman décrit le caractère d'Annie comme celui d'une « petite cockney effrontée » et la « Eliza Doolittle » du navire.
Elle prête sa voix à Melia dans le jeu vidéo de 2011, Xenoblade Chronicles.
Elle travaille sur la série de Stephen Poliakoff, Dancing on the Edge.
En 2012, Jenna Coleman est choisie pour jouer le nouveau compagnon du Docteur, Clara « Oswin » Oswald dans la série de science-fiction britannique Doctor Who. Sa première apparition est dans l'épisode L’Asile des Daleks, diffusé le 1er septembre 2012, et elle apparaît ensuite dans tous les épisodes à compter de La Dame de glace pour Noël 2012.
Cependant, quelques jours avant la diffusion de la saison 9 de Doctor Who, en septembre 2015, ITV annonce qu'elle quitte la série de la BBC avant l’épisode spécial Noël (à l'épisode 12).
En parallèle, en 2013, elle est Lydia Wickham dans Pemberley, mini-série en trois épisodes tirée du roman éponyme de P. D. James.

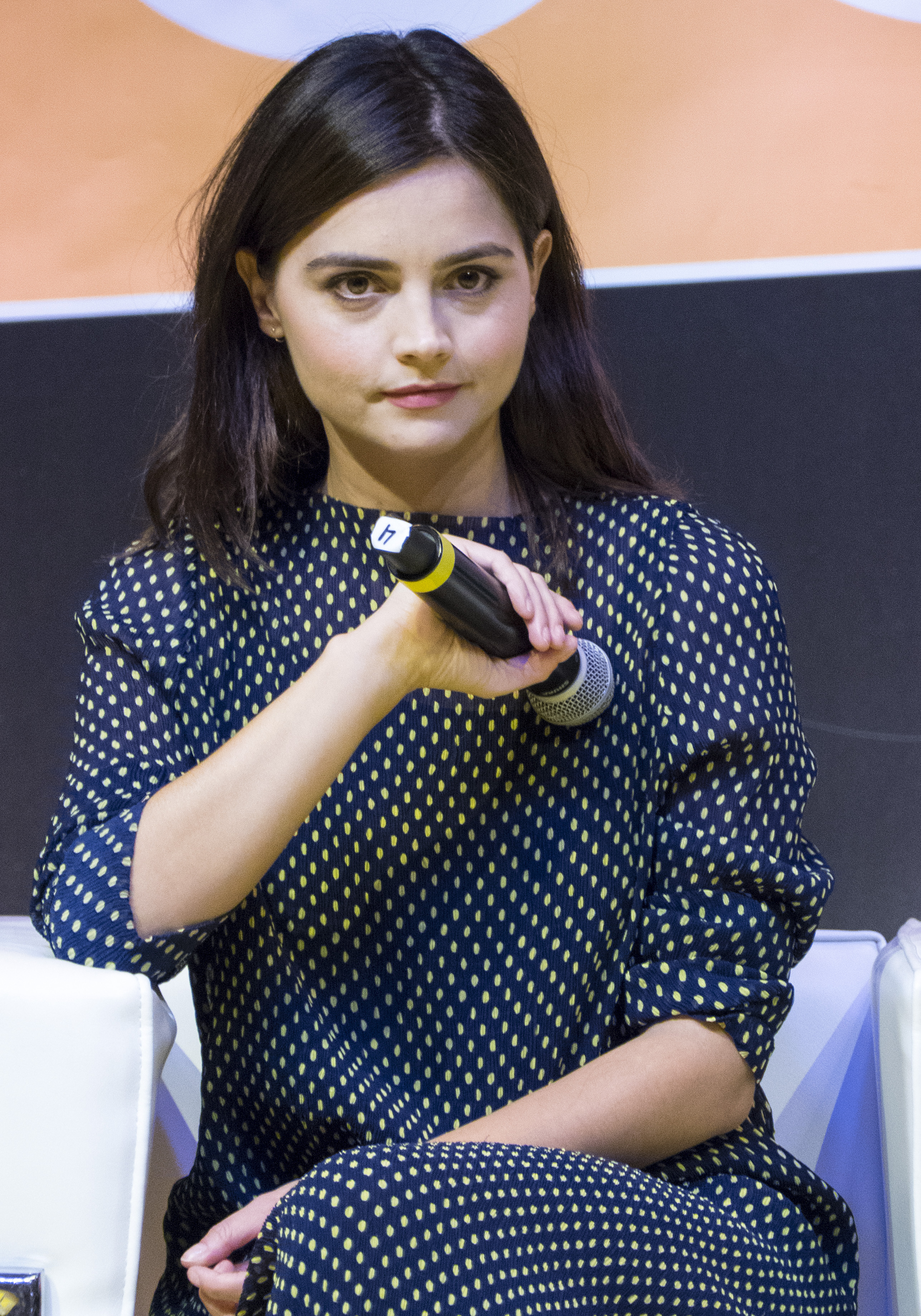
Jenna Coleman en novembre 2017.

En 2015, elle décroche le rôle-titre dans la série télévisée britannique Victoria. La série se termine en 2019.
En 2021, elle joue dans Le Serpent diffusée sur Netflix.
En 2022, elle joue dans Sandman diffusée sur Netflix.

## Vie personnelle
De 2011 à 2015, Jenna Coleman a une relation avec l'acteur britannique Richard Madden.
Elle a été en couple avec l’acteur Tom Hughes de 2016 à 2020, qu'elle a rencontrée sur le tournage de la série Victoria.
Depuis 2020 Jenna Coleman sort avec le réalisateur Jamie Childs. En juin 2024, elle annonce être enceinte de son premier enfant avec Childs.

## Filmographie

### Cinéma
- 2011 : Captain America : First Avenger (Captain America : The First Avenger) de Joe Johnston : Connie
- 2013 : The Five(ish) Doctors Reboot (téléfilm) : elle-même
- 2016 : Avant toi (Me Before You) de Thea Sharrock : Katrina "Trina" Clark
- 2021 : Klokkenluider (en) : Slike
- 2023 : Jackdaw : Bo

### Séries télévisées
- 2005 - 2009 : Emmerdale : Jasmine Thomas (en)[16]
- 2009 : Waterloo Road (en) : Lindsay James
- 2012 : Room at the Top (en) :  Susan Brown
- 2012 : Titanic : Annie Desmond
- 2012 : Dancing on the Edge : Rosie Williams
- 2012 : Doctor Who : Oswin Oswald Saison 7 épisode 1  L'asile des Dalek
- 2013 - 2017 : Doctor Who : Clara Oswald[17],[18]
- 2013 : Pemberley (Death Comes to Pemberley) : Lydia Wickham
- 2016 - 2019 : Victoria : la Reine Victoria
- 2018 : The Cry : Joanna
- 2020 : Inside No. 9 : Beattie
- 2021 : Le Serpent (The Serpent) : Marie-Andrée Leclerc
- 2022 : The War Rooms : Joan Bright[19]
- 2022 - 2025 : Sandman : Johanna Constantine[13]
- 2023 : Wilderness : Liv
- 2024 : The Jetty (en) : Ember Manning

### Jeux video
- 2010 : Xenoblade Chronicles : Melia Antiqua, voix anglaise
- 2020 : Xenoblade Chronicles : Definitive Edition : Melia Antiqua, voix anglaise
- 2022 : Xenoblade Chronicles 3 : Melia Antiqua, voix anglaise

## Distinctions

### Nominations
- 2006 : British Soap Awards de la meilleure révélation féminine pour Emmerdale.
- 2006 : National Television Awards de la révélation féminine la plus populaire pour Emmerdale.
- 2009 : British Soap Awards de la meilleure performance dramatique pour Emmerdale.
- 2013 : Behind the Voice Actors Awards de la meilleure performance vocale féminine pour Xenoblade Chronicles.
- 2013 : Behind the Voice Actors Awards de la meilleure distribution pour Xenoblade Chronicles partagée avec Adam Howden, Carina Reeves, Rufus Jones, Jay Taylor, Kellie Bright, Wayne Forester, Nicholas Boulton, Anthony May, Jo Wyatt, Timothy Watson, Blake Ritson, Peter Bramhill, Rufus Wright et Stephen Greif.
- 2013 : NAVGTR Awards de la meilleure actrice pour Xenoblade Chronicles.
- 2013 : TV Quick Awards de la meilleure actrice pour Doctor Who dans le rôle de Clara Oswald.
- 2015 : BAFTA Cymru de la meilleure actrice pour Doctor Who dans le rôle de Clara Oswald.
- 41e cérémonie des Saturn Awards 2015 : Meilleure actrice de télévision dans un second rôle pour Doctor Who dans le rôle de Clara Oswald.
- 2015 : TV Quick Awards de la meilleure actrice pour Doctor Who dans le rôle de Clara Oswald.
- 2017 : National Television Awards de la performance dramatique la plus populaire pour Victoria dans le rôle de la Reine Victoria.
- 2017 : TV Times Awards de la meilleure actrice pour Victoria dans le rôle de la Reine Victoria.
- 2018 : MovieGuide Awards de la meilleure actrice pour Victoria dans le rôle de la Reine Victoria.
- 2019 : Logie Awards de l'actrice la plus populaire pour Victoria dans le rôle de la Reine Victoria.
- 2019 : Australian Academy of Cinema and Television Arts Awards de la meilleure actrice pour The Cry.
- 2019 : BAFTA Scotland de la meilleure actrice pour The Cry.
- International Emmy Awards 2019 : International Emmy Award de la meilleure actrice pour The Cry.

### Récompenses
- Festival de télévision de Monte-Carlo 2017 : Lauréate du Prix Nymphe d'or de la meilleure actrice pour Victoria dans le rôle de la Reine Victoria.
- 2019 : Logie Awards de l'actrice la plus exceptionnelle pour Victoria dans le rôle de la Reine Victoria.

## Voix françaises
Dans les versions françaises, Pamela Ravassard est la voix régulière de Jenna Coleman notamment sur les mini-séries Titanic, Le Serpent et Wilderness et les séries Victoria et Sandman. Cependant, en d'autres occasions, elle est doublée par Alexandra Garijo sur le film Avant toi et Marielle Ostrowski dans la série Doctor Who.